# Paroisse d'Eldon
Pour les articles homonymes, voir Eldon.
La paroisse d'Eldon est à la fois une paroisse civile et un ancien district de services locaux (DSL) canadien du comté de Restigouche, au nord du Nouveau-Brunswick. Dans le cadre de la réforme de la gouvernance locale du 1er janvier 2023, le territoire du DSL a été réparti entre la communauté rurale de Kedgwick et le district rural de Restigouche.

## Toponyme

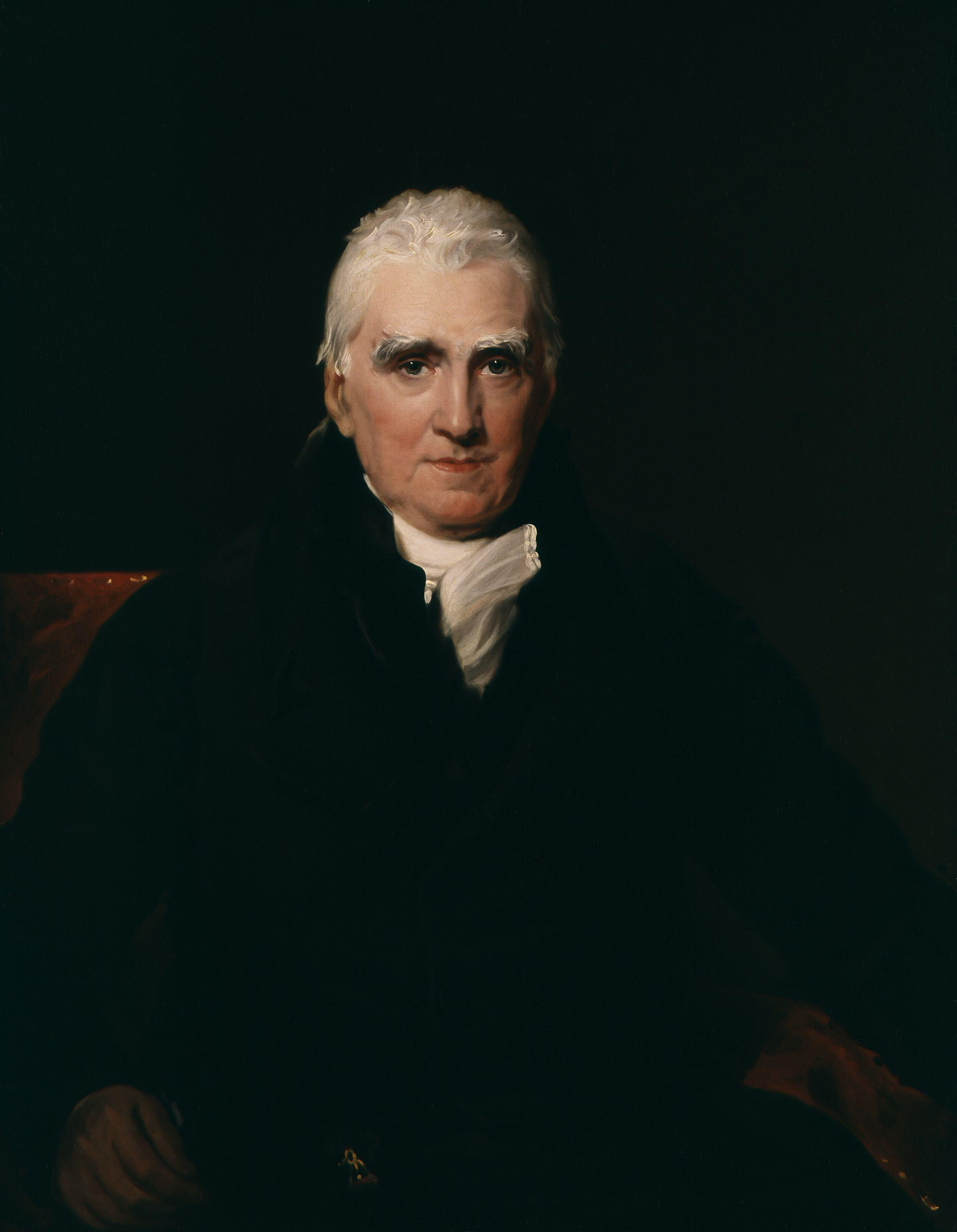
Le comte d'Eldon.

La paroisse d'Eldon est nommée ainsi en l'honneur de John Scott, 1er comte d'Eldon (1751-1838).

## Géographie
La paroisse comprend les hameaux de Adams Gulch, Camp Harmony, Dawsonville, Robinsonville, Squaw Cap, Upsalquitch et Wyers Brook. La route 17 constitue le principal accès routier à la région.
La paroisse d'Eldon est généralement considérée comme faisant partie de l'Acadie.

## Histoire
La paroisse d'Eldon est située dans le territoire historique des Micmacs, plus précisément dans le district de Gespegeoag, qui comprend le littoral de la baie des Chaleurs. Ce territoire était revendiqué d'abord par les Iroquois et ensuite seulement par les Mohawks. Le site voisin d'Atholville compte dès le VIe siècle av. J.-C. un village du nom de Tjikog. La rivière Restigouche est riche en saumon et toute la région est un territoire de chasse, tandis que des portages la relient au fleuve Saint-Jean.
Les Grands feux de la Miramichi détruisent une bonne partie de la forêt du Nouveau-Brunswick en 1825. La paroisse d'Eldon est établie en 1826. L'industrie forestière se déplace alors vers le nord et des scieries ainsi que des chantiers navals sont ouverts à Atholville et Campbellton. Les grands pins et épinettes sont déjà presque tous passés sous la scie en 1850 mais de petites scieries continuent de traiter le bois descendant les rivières Restigouche et Upsalquitch. La paroisse d'Eldon est regroupée à celle d'Addington en 1876. Des résidents de la basse vallée de la rivière Ristigouche fonde des villages au bord de la rivière. Dawnsonville, anciennement Dawsonvale, est ainsi fondé en 1879 en vertu de la Free Grants Act (Loi sur les concessions gratuites).
La construction du chemin de fer Restigouche and Western, entre Tide Head et Saint-Léonard, commence en 1898. Les travaux sont ralentis en raison du terrain difficile et du manque de fonds et le chemin de fer International prend le contrôle de la ligne en 1906. Les travaux sont terminés en 1910. La construction du chemin de fer permet de coloniser les hauts plateaux.
La municipalité du comté de Restigouche est dissoute en 1966. La paroisse d'Eldon devient un district de services locaux en 1967.
Le chemin de fer International est abandonné en 1989.

## Démographie
| 2001 | 2006 | 2011 | 2016 |
| ---- | ---- | ---- | ---- |
| 902  | 779  | 698  | 672  |

,

## Économie

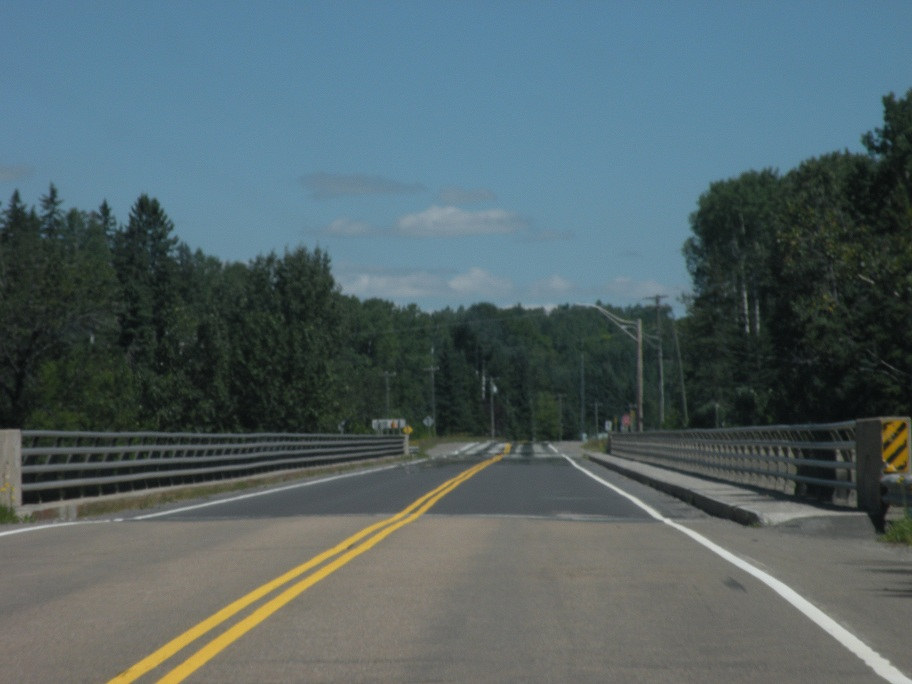
Le pont de Robinsonville.

Entreprise Restigouche a la responsabilité du développement économique.

## Administration

### Comité consultatif
En tant que district de services locaux, Eldon est en théorie administré directement par le Ministère des Gouvernements locaux du Nouveau-Brunswick, secondé par un comité consultatif élu composé de cinq membres dont un président. Il n'y a actuellement aucun comité consultatif.

### Commission de services régionaux
La paroisse d'Eldon fait partie de la Région 2, une commission de services régionaux (CSR) devant commencer officiellement ses activités le 1er janvier 2013. Contrairement aux municipalités, les DSL sont représentés au conseil par un nombre de représentants proportionnel à leur population et leur assiette fiscale. Ces représentants sont élus par les présidents des DSL mais sont nommés par le gouvernement s'il n'y a pas assez de présidents en fonction. Les services obligatoirement offerts par les CSR sont l'aménagement régional, l'aménagement local dans le cas des DSL, la gestion des déchets solides, la planification des mesures d'urgence ainsi que la collaboration en matière de services de police, la planification et le partage des coûts des infrastructures régionales de sport, de loisirs et de culture; d'autres services pourraient s'ajouter à cette liste.

### Représentation et tendances politiques
Nouveau-Brunswick: La portion d'Eldon située à l'ouest de Menneval est comprise dans la circonscription provinciale de Restigouche-La-Vallée, qui est représentée à l'Assemblée législative du Nouveau-Brunswick par Martine Coulombe, du Parti progressiste-conservateur. Elle fut élue en 2010. L'est d'Eldon fait plutôt partie de la circonscription de Campbellton—Restigouche-Centre, qui est représentée par Greg Davis, du Parti progressiste-conservateur, aussi élu en 2010.
 Canada: Eldon fait partie de la circonscription fédérale de Madawaska—Restigouche, qui est représentée à la Chambre des communes du Canada par Jean-Claude D'Amours, du Parti libéral. Il fut élu lors de la 38e élection générale, en 2004, puis réélu en 2006 et en 2008.

### Chronologie municipale
1826: La paroisse d'Eldon est créée.
1876: La paroisse d'Eldon est dissoute.
1896: La paroisse d'Eldon est rétablie.

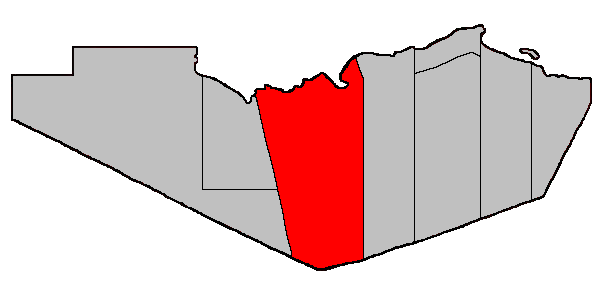
Situation sur une carte des paroisses civiles du comté de Restigouche (certains DSL et municipalités ne sont donc pas montrés).

1966: La municipalité du comté de Restigouche est dissoute et la paroisse devient un district de services locaux.

## Vivre à Eldon
La paroisse d'Eldon fait partie du sous-district 1 du district scolaire Francophone Nord-Est. Les écoles les plus proches sont à Atholville et Campbellton.
Robinsonville possède une caserne de pompiers. Le détachement de la Gendarmerie royale du Canada le plus proche est à Campbellton. Campbellton compte le Centre hospitalier Restigouche, francophone, et l'hôpital régional de Campbellton, anglophone. Les hôpitaux néo-brunswickois sont en effet bilingues dans leurs services mais unilingues dans leur administration. Campbellton compte de plus un poste d'Ambulance Nouveau-Brunswick.
Le bureau de poste le plus proche est quant à lui à Tide Head.
Les francophones bénéficient du quotidien L'Acadie nouvelle, publié à Caraquet, ainsi qu'à l'hebdomadaire L'Étoile, de Dieppe. Ils ont aussi accès à l'hebdomadaire L'Aviron, publié à Campbellton. Les anglophones bénéficient des quotidiens Telegraph-Journal, publié à Saint-Jean ainsi que de l'hebdomadaire Campbellton Tribune, de Campbellton.

### Sport et Parcs
Une partie du parc provincial du Mont-Carleton est situé dans le territoire, au sud. Il est accessible par la route 180 via Saint-Quentin.
Eldon est traversé par deux tronçons du Sentier international des Appalaches qui se rejoignent au sud de Glenwood. De plus, le sentier longe la route 180 au sud et permet d'accéder au parc provincial.

### Religion
L'église St. Andrew's, à Robinsonville, et l'église St. Paul's, à Dawsonville, sont des églises anglicanes.

## Culture
Le parc provincial de Glenwood est un site historique provincial.